# Righteous Kill
Righteous Kill is een Amerikaanse thriller-misdaadfilmfilm uit 2008 onder regie van Jon Avnet. Al Pacino werd voor zijn rol hierin voor de derde keer in zijn carrière genomineerd voor de Razzie Award voor slechtste acteur.

## Inhoud
Rechercheurs Tom 'Turk' Cowan (Robert De Niro) en David 'Rooster' Fisk (Al Pacino) hebben samen meer dan honderd jaar ervaring en zijn niet veel korter elkaars partner. Hoewel ze samen al heel wat smeerlappen van straat hebben gehaald, hebben ze ook al heel wat schuldige criminelen vrijuit zien gaan door vormfouten in rechtszaken. Wanneer ze zo ook de moordenaar van een tienjarig meisje weer glimlachend de rechtszaal zien verlaten, kan Cowan dit niet verkroppen. Daarom plant hij met medeweten van Fisk zelf een geweer in diens huis om hem op basis daarvan alsnog achter slot en grendel te doen belanden. Daarmee overschrijdt het duo een morele grens die het zichzelf altijd gesteld heeft, maar de mannen kunnen zich beide in de actie vinden en er is verder niemand die er van weet.
Even daarna begint er een reeks moorden die Cowan en Fisk gaan onderzoeken. Een seriemoordenaar blijkt criminelen om zeep te helpen die in eerste instantie hun straf hebben ontlopen. Een brainstormsessie met het andere rechercheursduo Simon Perez (John Leguizamo) en Ted Riley (Donnie Wahlberg) leidt tot de conclusie dat de dader vrijwel zeker een politieagent is. Zij vermoeden daarbij dat de moordenaar zeer waarschijnlijk in hun midden is.

## Rolverdeling
- Robert De Niro - Tom 'Turk' Cowan
- Al Pacino - David 'Rooster' Fisk
- 50 Cent - Spider
- Carla Gugino - Karen Corelli
- John Leguizamo - Detective Simon Perez
- Donnie Wahlberg - Detective Ted Riley
- Brian Dennehy - Lieutenant Hingis
- Trilby Glover - Jessica
- Saidah Arrika Ekulona - Gwen Darvis
- Alan Rosenberg - Stein
- Sterling K. Brown - Rogers
- Barry Primus - Dr. Prosky
- Melissa Leo - Cheryl Brooks
- Alan Blumenfeld - Martin Baum
- Shirly Brener - Natalya

## Trivia
- Righteous Kill was niet de eerste film waarin Pacino en De Niro beiden meespelen. In 1974 speelde De Niro de jonge versie van de vader van Pacino's personage Michael Corleone in The Godfather Part II. Zij delen daarin geen enkele scène. In 1995 speelde Pacino in Heat een rechercheur die op zoek gaat naar een crimineel gespeeld door De Niro.
- Regisseur Jon Avnet werkte eerder met Pacino aan 88 Minutes.